# Juliette Delagrange
Juliette Delagrange, née le 31 mai 1880 à Besançon dans le Doubs et morte le 12 septembre 1936 à Paris, fut surintendante d’usine, secrétaire du Conseil de perfectionnement des écoles d'infirmières au ministère de l'Assistance et de l'Hygiène publique (1922).

## Biographie

### Jeunesse
Juliette Delagrange naît dans une famille protestante d’imprimeurs à Besançon. Elle est la fille de Charles Delagrange et de Marie-Louise Louys. Elle fait ses études secondaires au lycée de jeunes filles de cette ville. Elle travaille dans l’imprimerie de ses parents, qui connaît des difficultés en raison de la gestion défectueuse de son père.

### L'École des surintendantes d'usine
Juliette prend un poste de préceptrice chez un industriel de Belfort. Ses loisirs sont consacrés aux Unions chrétiennes de jeunes filles ou à des œuvres protestantes. À la déclaration de guerre, ses élèves partent pour la Suisse et Juliette se retrouve sans travail.
En juin 1917, Cécile Brunschvicg (1877-1946), membre du Conseil national des femmes françaises (CNFF), Marie Diémer, Renée Lydie Charlotte Marguerite Loppin de Montmort, Marie Routier, secrétaire chargée des affaires sociales du président Raymond Poincaré, Henriette Viollet (1872-1960) fondent l'École des surintendantes d'usine. Elles veulent former des femmes pour occuper des postes de « directrices surveillantes sociales » dans les usines où les hommes en âge de se battre ont laissé la place à des femmes, en particulier dans les usines d’armement. Les sessions de formation sont de six mois.
En septembre 1917, elle intègre la deuxième promotion de cette jeune école. Elle effectue son stage de surintendante à l’arsenal de Puteaux.

### Carrière professionnelle d'une surintendante
Diplômée en décembre 1917, elle prend un poste à la Pyrotechnie de Bourges, dirigée par le général Appert, où 15 000 ouvriers et ouvrières fabriquent des munitions. Après l’armistice, les surintendantes trouvent à se placer auprès des préfets des régions libérées, au nord et à l'est du pays, pour organiser la coordination des œuvres sociales.
À sa démobilisation, elle est nommée en 1919 inspectrice déléguée du ministère des Régions libérées pour l’hygiène et l’assistance aux populations, pour le département du Nord, à la préfecture de Lille. Elle crée un ensemble d’œuvres sociales, des consultations, des ouvroirs, des bibliothèques, des sanatoriums. Elle a progressivement sous ses ordres vingt-sept infirmières visiteuses. Elle s’attache particulièrement à la création et à la direction de la colonie scolaire de Camiers, qui accueille 11 000 enfants chaque année. L’Association des travailleuses sociales (ATS), présidée par Hélène Gervais-Courtellemont, sœur du préfet Lallemand, nomme Juliette en tant que secrétaire générale.
En 1922, après le décès accidentel d’Hélène, Juliette Delagrange devient présidente de l’ATS.

### Engagement au ministère de l'Hygiène
Nommée au ministère de l’Hygiène, Juliette Delagrange centralise les questions relatives aux services d’hygiène et l’assistance dans les huit départements des régions libérées : Aisne, Nord, Marne, Oise, Meurthe-et-Moselle, Somme, Pas-de-Calais, Ardennes. Elle a sous ses ordres neuf inspectrices déléguées et cent infirmières visiteuses, et s’appuie sur les œuvres privées nombreuses dans ces régions. Elle choisit d’habiter à la périphérie de Paris, 32, rue des Minimes, à Vincennes.
La création d’un Conseil de perfectionnement des écoles d'infirmières découle de l’application du décret du 27 juin 1922 instituant le diplôme d’État d’infirmière et de visiteuse. Sous la présidence du Pr Maurice Letulle (1853-1929) et la vice-présidence de Léonie Chaptal, membre du Conseil supérieur de l'Assistance publique, elle exerce la fonction de secrétaire. C’est elle qui prépare les séances du Conseil et essaie de donner suite aux décisions prises : arrêtés, circulaires, diplômes d'État, correspondances. Mais la tâche est trop lourde. En fait, le Conseil n’a pas les ressources humaines pour faire appliquer ses décisions jusqu’à la création du Bureau central des infirmières en août 1925, dont il devient un des services.
La fondation Rockefeller rétribue Juliette Delagrange et son adjointe, Mlle Séguénot. Juliette Delagrange est chargée de l'application des programmes d'enseignement pour obtenir le diplôme d’État, de l’habilitation des écoles d’infirmières existantes, de la création et du développement de nouvelles écoles d’infirmières, de la surveillance de leur fonctionnement et de l’organisation des sessions d’examens dans la France entière. Ce Bureau est d’abord rattaché à l'Office national d'hygiène sociale, sous l'autorité du directeur de l'Assistance et de l'Hygiène publiques.
Puis, en 1934, il est rattaché au ministère de la Santé publique, et fonctionne comme l'un de ses services réguliers. Juliette Delagrange exerce la fonction de secrétaire de ce Conseil de perfectionnement des écoles d'infirmières, qui dépend de la direction de l'Assistance et de l'Hygiène publique. Elle est à ce titre chargée de susciter la création et le développement de nouvelles écoles d’infirmières, de surveiller leur fonctionnement et d’organiser des sessions d’examens dans la France entière. Elle y siège aux côtés d’Anna Hamilton, Mlle Fumey, directrice de l'hôpital civil de Reims, Jeanne de Joannis, directrice de l'École d'infirmières de l'Association pour le développement d'assistance aux malades (ADAM), Mme Chardayre, déléguée de l'Union des femmes de France (UFF), membre de l’Union catholique des services sanitaires et sociaux (UCSS), Mme Delafontaine, inspectrice des écoles de visiteuses d'hygiène sociale du Comité national de défense contre la tuberculose, Mlle Garcin, directrice de l'École d'infirmières de Strasbourg, Marguerite Grenier, surveillante générale de l'École d'infirmières de l'Assistance publique de Paris, Mme Haloua, directrice de l'École d'infirmières visiteuses de Lille, Mlle d'Haussonville, déléguée de la Société de secours aux blessés militaires (SSBM).
Juliette Delagrange est l’agent de liaison entre l’administration et les écoles, et réussit parfois à obtenir en faveur de celles-ci une aide matérielle pour leur construction. C’est le cas pour Lyon, Nancy, Lille, Bordeaux, Nantes, Montpellier. Elle obtient et gère une ligne budgétaire pour le fonctionnement des écoles d’infirmières et l’attribution de bourses d’études aux jeunes filles peu fortunées. Elle se bat pour que seules des infirmières ayant le diplôme d’État occupent les postes à pourvoir. Elle établit le fichier des infirmières et infirmiers de toutes spécialisations existant en France, soit 24 404 en 1930.  
En 1928, elle est favorable à la scission de ce Conseil en deux instances. Elle siège aussi au Conseil de perfectionnement des écoles du service social. Elle est une cheville ouvrière de la naissance du diplôme d’assistante sociale en 1932.

### Engagement auprès d'œuvres privées
À côté de ce travail administratif, elle est sollicitée pour participer à la création de l’Association d’hygiène sociale de l’Aisne (AHSA) en 1923 et pour être membre du conseil d’administration du sanatorium de Chantoiseau créé par la Fondation Edith-Seltzer, œuvre protestante fondée par Madeleine Seltzer et sa sœur Éveline.

### Organisatrice de la Conférence internationale du service social à Paris en 1928
En 1928, le Pr René Sand, secrétaire de la Ligue des sociétés Croix-Rouge, souhaite organiser la première grande  conférence internationale du service social, mais il rencontre de vives oppositions. En France, Juliette Delagrange soutient son projet qui reçoit l’appui de personnalités aussi diverses qu’Albert Thomas, ancien ministre, directeur  du Bureau international du travail, (BIT), Adéodat Boissard, secrétaire général de l'Association internationale pour le progrès social, Jules Brisac, directeur de l'Office national d'hygiène sociale, Mgr Chaptal, ainsi que celui de plusieurs grandes animatrices d’œuvres privées : Marie Diémer, Léonie Chaptal, Renée de Montmort, Georges Getting (1877-1943), présidente fondatrice du Service social à l’hôpital, Marie-Jeanne Bassot, Apolline de Gourlet.
En juillet 1928, René Sand ouvre la première séance de la première Conférence internationale par une allocation de Louis Loucheur, ministre du Travail, devant 2 500 participants venant de quarante-deux pays. Devant la virulence des luttes de tendances, un Comité français de service social, né pour la préparation de cette conférence, ne reçoit ses statuts qu’en 1936. C’est à Juliette Delagrange que revient l’honneur de prendre la tête de la délégation française aux Conférences internationales du Service social à Francfort-sur-le-Main (juillet 1932) et à Londres (12-18 juillet 1932).

### Engagements féministes
En outre, Juliette Delagrange est membre du comité central de l’Union française pour le suffrage des femmes, et membre fondateur du Soroptimist-club.

### Fin de vie
Bien que malade, elle n’interrompt pas ses activités. L’annonce de son décès, à cinquante-six ans, a soulevé beaucoup d’émotions et l’organisation d’une série d’hommages.
Ses collaboratrices, amis et amies ont organisé une série d’hommages sous la présidence de Paul Strauss. Étaient notamment présents le pasteur Cadix, Mme Cécile Brunschvicg, le général Appert, le Dr Édouard Rist, Mme Kempf-Berthelot.

## Archives
Archives du ministère de la Santé, bureau des infirmières (1925-1938) et comptes rendus du Conseil de perfectionnement des écoles d’infirmières et de service social. Archives départementales de la Seine, série DX6, brochures des associations loi de 1901.